# Folkaktionen mot Pornografi
Folkaktionen mot Pornografi, (FmP), var en svensk rörelse 1985–1999 som verkade för att skapa opinion mot pornografi. FmP skapades på initiativ av Kvinnofronten. Som mest samlade FmP ett 100-tal medlemsorganisationer (omfattande sammanlagt tusentals enskilda medlemmar), samt omkring 500 privatpersoner i drygt 40 lokalgrupper. Boxningspionjären Bettan Andersson fungerade på 1980-talet som rörelsens ordförande och taleskvinna.